# Palais Economo
Le Palazzo Economo est un bâtiment historique de la ville de Trieste et le siège actuel du ministère de la Culture et du Tourisme de la région Frioul-Vénétie Julienne.

## Histoire
Le Palazzo Economo a été conçu et construit en 1891 par l'architecte Giovanni Scalmanini commandé par le marchand d'origine grecque Giovanni Economo (1834-1921), lorsque, élevé au rang de baron, il décida de consacrer sa proéminence sociale par la construction d'une habitation digne du prestige acquis. La famille Economo, originaire de Thessalonique, a déménagé à Trieste en 1872, Giovanni Andrea Economo et son frère Demetrio Andrea Economo ont acquis la zone où se trouve aujourd'hui le palais en 1884 d'Enrico Reiter. Les projets présentés pour l'édifice par Giovanni Scalmanini (1830-1905), architecte formé à l'Académie d'architecture de Venise, étaient au nombre de trois, datés de 1884, 1885 et 1887. Les projets sont partis de l'idée de créer un bâtiment très impressionnant similaire au palais Kallister à proximité. Plus tard l'exécution, commencée en 1887, fut confiée à l'ingénieur Carlo Vallon.
Vers les années 1910, il a été décidé de transformer les bureaux du bâtiment en habitations. Au deuxième étage du bâtiment, ou étage noble, en 1927, le salon piémontais a été ajouté, d'époque baroque et agrémenté de miroirs sur les murs. En 1974, l'ensemble de la propriété a été acheté par la Surintendance du Frioul-Vénétie Julienne. Aujourd'hui, le bâtiment est le siège des bureaux du Ministère italien de la Culture du Frioul-Vénétie Julienne et, dans un passé récent, une partie de celui-ci était également hébergée à la Galerie nationale d'art ancien de Trieste.

## Description
Le palais Economo présente les caractéristiques typiques des résidences marchandes de Trieste : elle est située à proximité des banques avec les entrepôts au rez-de-chaussée, les bureaux au premier étage et le logement à l'étage noble. Acheté par l'État italien dans les années 1970, pour être utilisé comme siège de la Surintendance, dans un état de délabrement évident, il a subi une restauration fonctionnelle, et équipé de services et de systèmes adéquats. Le bâtiment situé sur la Piazza Libertà n'est mitoyen d'aucun autre bâtiment et est mis en valeur par sa position.
Le bâtiment est divisé en trois étages, la façade en pierre de taille rustique et lisse, a deux avant-corps, surmontés de tourelles, avec des balcons décorés de colonnes ioniques qui rappellent le balcon central au-dessus du portail. De l'élégant atrium au rez-de-chaussée, soutenu par quatre colonnes ioniques, il y a un grand escalier à colonnes corinthiennes qui mène à l'étage noble. Dans l'atrium, de grandes toiles allégoriques forment le cycle du Progrès, avec des peintures d'artistes de Trieste de la fin du XIXe siècle, représentant le commerce, l'industrie et la navigation. Le Salone Piemontese du XVIIIe siècle possède des miroirs précieux et de riches boiseries en bois sculpté et doré et les sur-portes des scènes mythologiques des peintres Corrado Giaquinto, Sebastiano Conca et Maria Giovanna Clementi.